# Signe Sonntag
Signe Vilhelmina Sonntag, född 1874, död 2 mars 1957 i München, var en svensk-tysk målare och grafiker.
Hon var dotter till grosshandlaren Frans Kristian Otto Sonntag och Louise Adlinde Elisabeth Otto och gift med den tyske läkaren Friedrich Karl Johannes Steinheil. Sonntag studerade vid Konstakademiens målarskola 1895–1900 och i Axel Tallbergs etsningsskola.